# Estadio João Serra
El Estadio João Serra es un recinto deportivo situado en la localidad de Ponta do Sol de la isla de Santo Antão, Cabo Verde.
En este estadio se juegan todos los partidos del campeonato regional de fútbol de Santo Antão Norte.
El campo es de césped artificial y sus dimensiones son de 100 x 65 metros, el aforo es de 2.000 espectadores.